# Leuchtfeuer Tokio
Das Leuchtfeuer Tokio (jap. 東京灯標, Tōkyō tōhyō) steht am Eingang zur Bucht von Tokio. Es war vom 1. Januar 1969 bis zum 1. Oktober 2010 in Betrieb und wurde dann stillgelegt.

## Geschichte
Das Leuchtfeuer ersetzte 1969 das seit 1947 dort verankerte Feuerschiff. Es sollte weiterhin von den Izu-Inseln kommenden Schiffen die Navigation erleichtern. Das 150 Candela helle weiße Licht war auf 8 Seemeilen Entfernung sichtbar. Die Kombination aus dem 32 m hohen Leuchtfeuer und dem auf einer Plattform stehenden schalenförmigen Gebäude führte zu dem Spitznamen Danjo no shimboru (男女のシンボル), „Symbol von Mann und Frau“.
Das Leuchtfeuer des früheren Feuerschiffes befindet sich auf dem Gelände des in der Tokiobucht gelegenen „Museum of Maritime Science“ (船の科学館, Fune no Kagakukan).

## Quelle
- Leuchtfeuer-Liste Japan